# Храм Юпитера Долихена (Балаклава)
Храм Юпитера Долихена в Балаклаве — один из известных девятнадцати храмов Юпитера Долихена. Одно из самых ранних известных сооружений, связанных с почитанием в римской армии Юпитера Долихена.

## Исследования

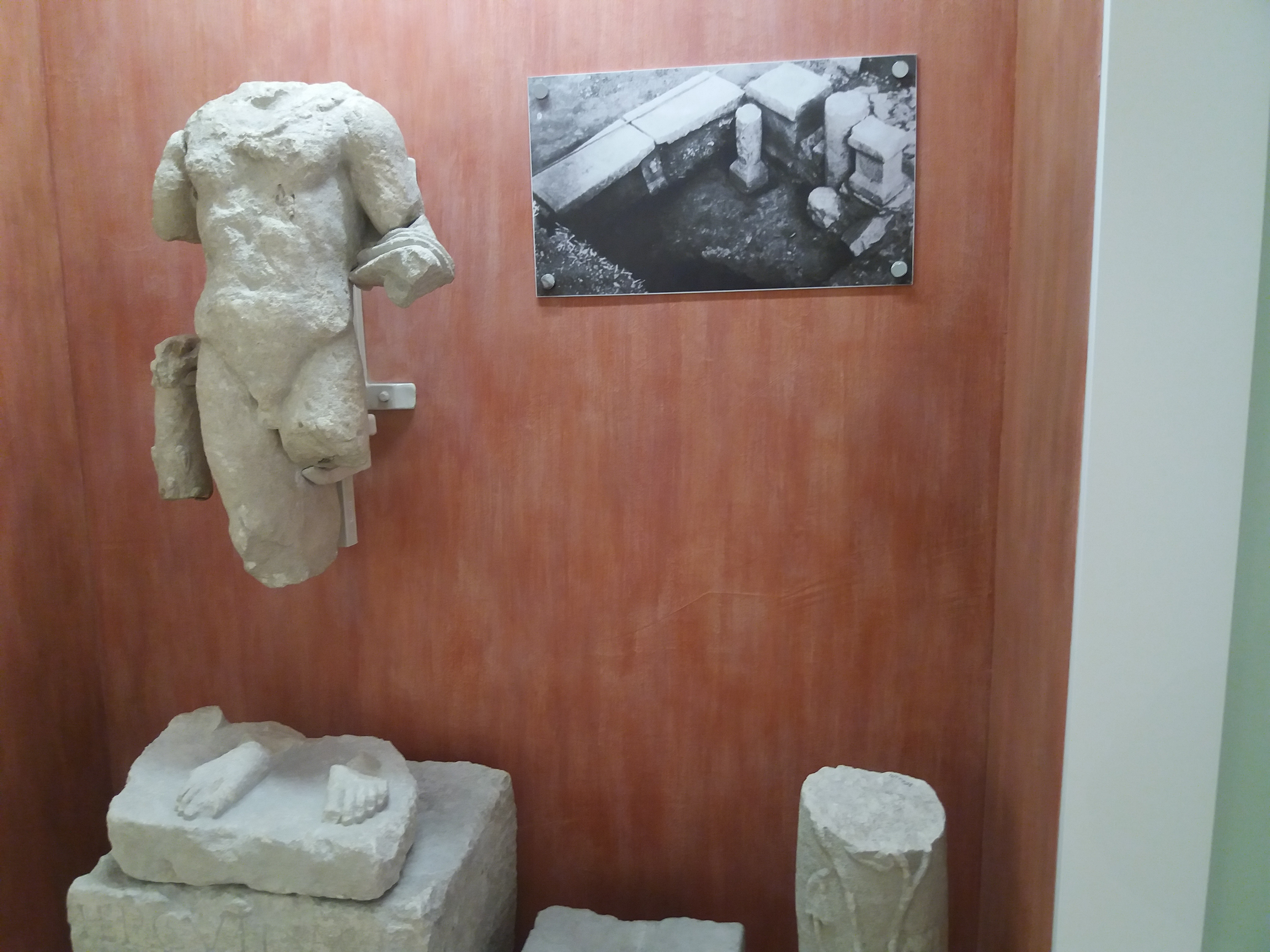
Храм Юпитера Долихена в Балаклаве, постамент и статуя Геркулеса (в экспозиции Херсонесского музея-заповедника)

Найден в Балаклаве в 1996 году в районе Кадыковки, где ранее было предместье деревни Кады-Кой. В храме проводили культовые действия военнослужащие римской базы у Балаклавской бухты, в которой на момент существования храма располагался I Италийский легион.
Время постройки храма датируется 139—161 годами н. э. и относится к периоду правления Антонина Пия и Марка Аврелия. Был сожжен, но восстанавливался при Марке Аврелии. Разрушен ориентировочно в 223 году н. э. после чего перестал действовать. Археологические раскопки храма были начаты в 1996—1997 годах, когда на улице Коммунаров  был найден фундамент храмового здания, а на улице 40-летия Октября — фундаменты порядка десяти других помещений. При раскопках были найдены медные и серебряные монеты из Херсонеса и Боспора; чаши с именем Юпитера Долихена, изображением орла, быка и луны; сатиры, светильники, статуэтки Коры-Персефоны, скамьи, столовая и кухонная керамика и ионические капители.
В храме найдены постамент статуи с посвящением Геркулесу, алтарь, связанный с почитанием Вулкана, а также нижние части двух известняковых колонн, одна из которых украшена побегами плюща, множество более мелких находок (статуэтки, монеты и др.) Посвятительная надпись Геркулесу гласит:

За здравие императора Антонина, Августа, и Марка Аврелия, Цезаря. Антоний Валент, военный трибун I Италийского легиона (поставил) при содействии Новия Ульпиана, центуриона того же легиона.

Алтарь Вулкану был поставлен центурионом XI Клавдиева легиона — Антонием Проклом, согласно данному им обету. Предположительная дата постройки алтаря — 174 год н.э.
Также в этом храме найден алтарь с посвящением Немесиде:

Немесиде Хранительнице посвятил Тит Флавий Цельсин, бенефициарий легата, за спасение себя и детей поставил по обету.

Ещё один найденный в балаклавском храме Юпитера Долихена алтарь посвящен Митре. Также найдены фрагменты изображения Минервы. Также был обнаружен сохранившийся торс скульптуры Аполлона, выполненной в классическом стиле первых веков н. э., выполненный из местного известняка.